# 유니버설아트센터
유니버설아트센터(Universal Arts Center)는 서울특별시 광진구 능동에 있는 사설 종합 공연장이다. 어린이대공원과 경복초등학교, 선화예술중학교, 선화예술고등학교 근처에 위치하고 있으며, 1981년 11월에 종교재단 세계평화통일가정연합 소속인 학교법인 선화학원(현재 학교법인 선학학원)에서 리틀엔젤스 예술회관으로 개관하였다.
2006년에 개축과 보수 공사를 거쳐 유니버설문화재단 산하의 재단법인 공연장으로 재개관했으며, 동시에 명칭도 지금의 것으로 바꾸었다. 대극장은 1,082석 규모이며, 오케스트라 피트가 구비되어 있어 발레나 오페라 등의 무대 작품 공연이 가능하다. 이외에 체험전과 회의장으로 주로 이용되는 164평 규모의 공간인 루나홀이 있다.
2005년 개봉된 영화 '댄서의 순정' 의 클라이맥스인 댄스 스포츠 경연대회 장면이 대극장에서 촬영되기도 했다.

## 상주 단체
명칭 변경 이전부터 상주하고 있는 리틀엔젤스예술단 외에 유니버설 발레단이 상주 공연 단체로 입주해 있다. 발레단 부속 교육 단체인 유니버설 발레아카데미는 아트센터 건물과는 좀 떨어진 곳에 별도로 입주해 있다.